# Ludger Tom Ring den ældre
Ludger Tom Ring den ældre (født 1496, død 13. april 1547) var en tysk maler og bogillustrator og overhoved for kunstnerfamilien Tom Ring med fra Münster i Vesttyskland med tre sønner: Hermann tom Ring (1521–1596); Ludger Tom Ring den yngre (1521-1596) og Heribert tom Ring (1524/30-1593) samt tre børnebørn: malerne Ludger tom Ring (* 1554) og Nicolaus tom Ring (* 1564) samt guldsmeden Hermann tom Ring d. Yngre (f.1566).
Han blev muligvis oplært i Holland. Han arbejdede med maleri og træsnit.
Ludger Tom Ring var tilhænger af Martin Luther, men var gendøber. Det tvang ham til at forlade Münster. Men fik senere lov til at vende tilbage.
Pesten tog både Ludger og hans kone palmesøndag 1547.

## Værk
- Selvportræt (ca.1541)
- Portræt af Anna tom Ring (pigenavn: Rorup) (c.1541)